# Provincie Castellón
Provincie Castellón či Castelló (španělsky Provincia de Castellón, katalánsky Província de Castelló) je jednou z provincií Španělska. Je nejsevernější ze tří provincií Valencijského společenství; co do počtu obyvatel (přibližně 616 tisíc obyvatel) je nejmenší jak ve společenství, tak mezi všemi španělskými provinciemi na středozemním pobřeží; oproti okolním pobřežním provinciím zde neprobíhá tak intenzivní urbanizace.
Na severu sousedí s katalánskou provincií Tarragona, na západě s aragónskou provincií Teruel, na jihu s provincií Valencia, na východě se Středozemním mořem, jehož pobřeží se v této provincii nazývá Costa del Azahar. Západní oblasti vyplňuje Iberské pohoří a jsou velmi spoře osídleny.

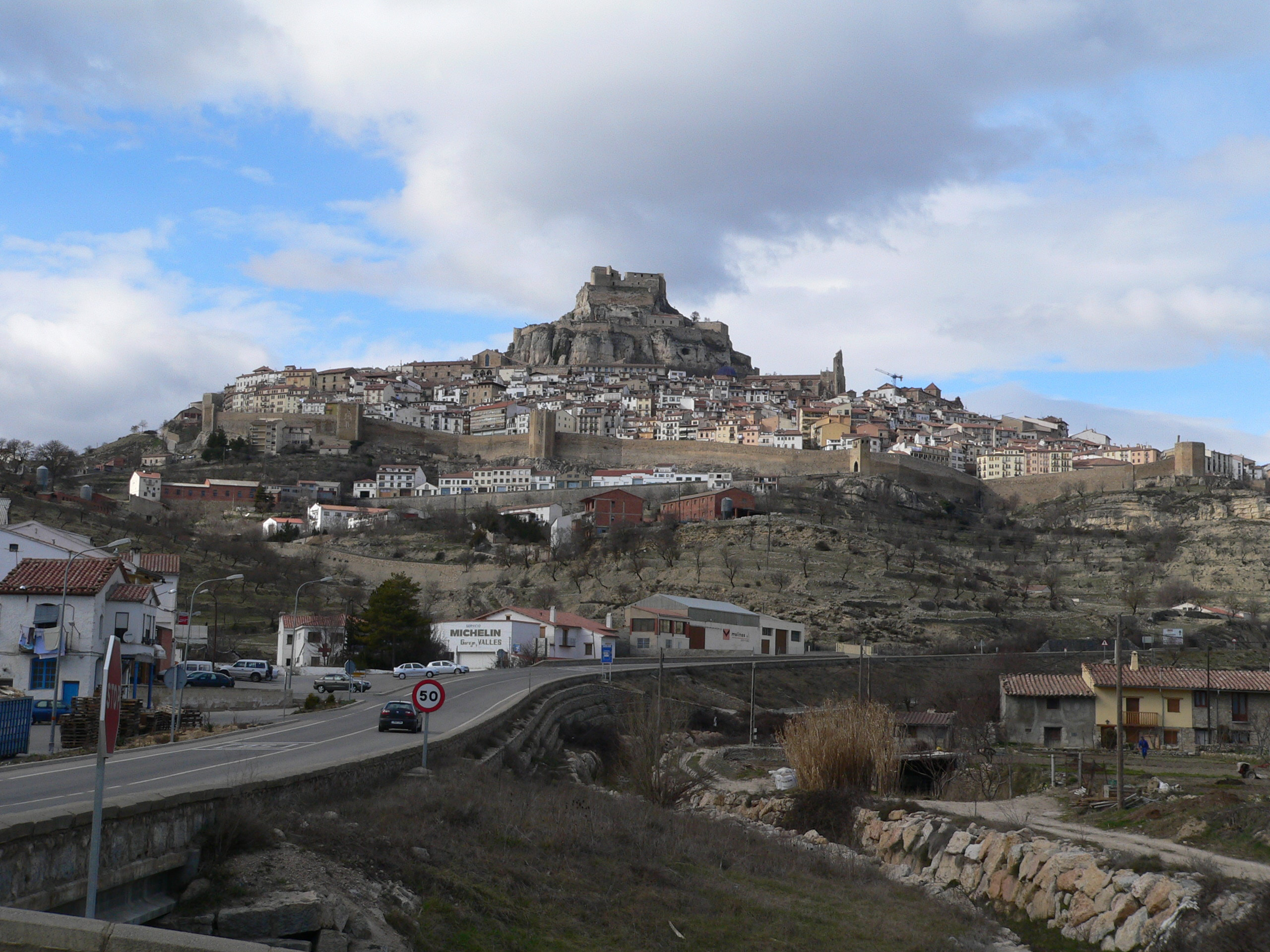
Pohled na městečko Morella

## Obyvatelstvo a sídla
Většina obyvatelstva je soustředěna v aglomeraci města Castellón de la Plana (178 000 obyv.), která má i s městy Villarreal, Buriana, Almazora, Benicàssim a Borriol přes 310 000 obyvatel. Na pobřeží leží také větší obce Benicarló a Vinaroz a také oblíbená letoviska jako Oropesa del Mar a Peñíscola. Turisticky atraktivní je bývalé královské město Morella vystavěné na vrcholu a svazích vápencového kopce.
Území je rozděleno do 8 comarek, z nichž nejlidnatější jsou Plana Alta a Plana Baixa.

## Historie
Horské oblasti byly osídleny lidmi již v době neolitu.  Rozhodující vliv na dějiny castellónského vnitrozemí měla téměř 500 let trvající muslimská přítomnost. I když osídlení nebylo v této době příliš husté, vyrostla v oblasti téměř stovka pevností a hradů. Ve 13. století byly z území dnešního valencijského regionu vyhnání aragonským krále Jakubem I. Dobyvatelem berberští Almohadé a území Castellónu bylo v rámci novému Valencijského království připojeno ke Koruně aragonské.

## Památky
Jsou zde desítky míst s památkami neolitického osídlení, např. zachovalými skalními malbami, jež se tu nacházejí nejčastěji pod převisy v mohutných korytech bývalých řek a která byla spolu s mnoha dalšími v jiných regionech východního Španělska v roce 1998 zapsána na seznam Světového dědictví UNESCO.
Bývalé královské město Morella ležící ve výšce 1070 m n. m. Na vrcholu vápencového kopce stojí pozůstatky mohutného středověkého hradu. Pod ním jsou rozsáhlé zbytky františkánského kláštera a velký arcikněžský kostel Nejsvětější Panny Marie dokončený v roce 1343. Jeho trojlodní gotický interiér s pozlaceným churriguereskním retablem a barokními varhanami je unikátní tím, že do hlavní lodi je pod druhým klenebním polem vestavěný vyvýšený chór přístupný po schodišti.
Krasové jeskyně sv. Josefa (Coves de Sant Josep) umožňují skoro kilometr dlouhou plavbu na lodičkách po podzemní říčce a k tomu ještě 255 m dlouhou pěší trasu. V některých přístupných jeskynních dómech jsou organizovány koncerty.
Obec Culla je jednou z nejzachovalejších středověkých obcí v celém regionu.
Obec Vilafamés s množstvím starých olivovníků a ovocných sadů. Je zde zrekonstruovaným arabský hrade a Muzeem současného umění.